# Friedrich Siebert
Pour les articles homonymes, voir Siebert.
Friedrich Maximilian Siebert, né le7 juillet 1888 à Ludwigshafen et mort le 13 mai 1950 à Wurtzbourg, est un Général allemand qui a servi au sein de la Heer dans la Wehrmacht pendant la Seconde Guerre mondiale.

## Biographie
Son frère Ludwig Siebert est un homme politique le 7e Ministre-président de Bavière de 1933 à 1942. 
Il a été récipiendaire de la croix de chevalier de la croix de fer. Cette décoration est attribuée pour récompenser un acte d'une extrême bravoure sur le champ de bataille ou un commandement militaire avec succès.

## Décorations
- Croix de fer (1914)
  - 2e classe
  - 1re classe
- Croix d'honneur des combattants 1914-1918
- Agrafe de la croix de fer (1939)
  - 2e classe
  - 1re classe
- Médaille du Front de l'Est
- Croix allemande en Or (13 mai 1944)
- Croix de chevalier de la Croix de fer
  - Croix de chevalier le 18 novembre 1941 en tant que Generalleutnant et commandant de la 44e division d'infanterie[1]